# Anoecia haupti
Anoecia haupti är en insektsart som beskrevs av Carl Julius Bernhard Börner 1950. Anoecia haupti ingår i släktet Anoecia och familjen långrörsbladlöss. Inga underarter finns listade i Catalogue of Life.